# Ulrich Schmidli

Ulrich Schmidli, 1992

Ulrich Schmidli (* 12. Juli 1932 in Zürich) ist ein Schweizer Politiker (SP). Er war von 1980 bis 1996 Regierungsrat des Kantons Thurgau.

## Biografie
Ulrich «Ueli» Schmidli wuchs als Sohn eines landwirtschaftlichen Beraters im ostdeutschen, heute polnischen Posen auf. Die Familie kehrte erst am Ende des Zweiten Weltkriegs in die Schweiz zurück. Schmidli besuchte 1946 bis 1949 die Sekundarschule in Brunnen und in Tägerwilen. Nach dem Lehrerseminar Kreuzlingen arbeitete er von 1953 bis 1980 als Primarlehrer an der Gesamtschule von Blidegg (heute Gemeinde Zihlschlacht-Sitterdorf).
Schmidli trat 1957 in die SP ein und schaffte 1968 die Wahl in das Kantonsparlament sowie 1973 in den Gemeinderat (Exekutive) von Zihlschlacht. 1980 führte er die SP Thurgau als Kantonalpräsident, als es zur Ersatzwahl für den zurückgetretenen Regierungsrat Alfred Abegg kam. Im Konflikt zwischen den Juso um Kantonsrat Thomas Onken und den Gewerkschaftern, die kurzzeitig den langjährigen Kantonsrat und Redaktor der Thurgauer AZ Sepp Rickenbach als Kampfkandidaten aufstellten, erwies sich Schmidli als mehrheitsfähiger Vermittler.
Von 1980 bis 1996 führte er als Regierungsrat das Departement für Bau und Umwelt. Er erwarb sich dabei, als passionierter Velofahrer, Verdienste für den möglichst umweltschonenden Bau der Autobahn A7 nach Kreuzlingen, für das Radwegnetz, die Renaturierung der Thur und die Entsorgung dank dem Bau der KVA Weinfelden. Er versuchte trotz dem starken Siedlungsdruck den eigenständigen Charakter der Thurgauer Landschaft zu bewahren.